# Ramusella elmela
Ramusella elmela är en kvalsterart som beskrevs av Subías och Rodríguez 1986. Ramusella elmela ingår i släktet Ramusella och familjen Oppiidae. Inga underarter finns listade i Catalogue of Life.